# I'm No Fool
 (juillet 2023).
Si vous disposez d'ouvrages ou d'articles de référence ou si vous connaissez des sites web de qualité traitant du thème abordé ici, merci de compléter l'article en donnant les références utiles à sa vérifiabilité et en les liant à la section « Notes et références ».
 Pour plus de détails, voir Fiche technique et Distribution
I'm No Fool ou Jiminy Cricket Presents : I'm No Fool est une série de courts métrages d'animation américains produite par les Walt Disney Productions et diffusée initialement dans l'émission de télévision The Mickey Mouse Club entre 1955 et 1956.
En France, elle fut surtout diffusée dans les années 1980 dans le cadre de l'émission Le Disney Channel dans son doublage d'époque. Elle fut également diffusée indépendamment[réf. nécessaire] sous le titre Jiminy Cricket présente.

## Description
Dans cette série à but pédagogique, Jiminy Cricket, qui tient le rôle de « la bonne conscience » dans le film Pinocchio, apprend au spectateur à se comporter avec prudence face à des situations simple mais pouvant cacher des risques parfois importants. Ainsi, dans un épisode consacré au feu (I'm No Fool with Fire), il démontre l'importance de ne pas allumer de feu de camp sur un site boisé. Dans un autre consacré à l'eau (I'm No Fool in Water), il explique qu'il est préférable d'attendre un certain temps avant de se baigner lorsque l'on vient de manger.
Jiminy Cricket se sert d'un tableau de salle de classe pour appuyer ses propos, aidé par deux personnages dessinés à la craie. Le premier (the Fool : l'imbécile) est distrait et désordonné, il accumule les gestes à éviter et en subit les effets négatifs. Arrive alors le second personnage (You : « vous (qui regardez) »), un petit garçon calme et attentif qui montre au spectateur le bon comportement à adopter face à la même situation que le précédent.
Cinq premiers courts métrages ont été produits entre 1955 et 1956, suivi d'un sixième en 1973 (I'm No Fool with Electricity). Ils ont été agrémentés de séquences en prises de vues réelles à la fin des années 1980 par Disney Educational Media. Enfin une dernière série de six nouveaux courts métrages a été produite entre 1991 et 1992.

## Filmographie
- I'm No Fool with a Bicycle (6 octobre 1955) - 8 min
- I'm No Fool with Fire (1er décembre 1955) - 8 min
- I'm No Fool as a Pedestrian (8 octobre 1956) - 8 min
- I'm No Fool in Water (15 novembre 1956) - 8 min
- I'm No Fool Having Fun (17 décembre 1956) - 8 min
- I'm No Fool with Electricity (octobre 1973) - 9 min 30 s
- I'm No Fool in Unsafe Places (janvier 1991) - 14 min
- I'm No Fool on Wheels (janvier 1991) - 13 min
- I'm No Fool with Safety at School (janvier 1991) - 12 min
- I'm No Fool in an Emergency (avril 1992) - 13 min
- I'm No Fool in a Car (avril 1992) - 15 min
- I'm No Fool in Unsafe Places 2 (avril 1992) - 15 min

Versions révisées
- I'm No Fool with Fire  (1986) - 9 min
- I'm No Fool as a Pedestrian  (1987) - 15 min
- I'm No Fool in the Water  (1987) - 9 min
- I'm No Fool with a Bicycle (septembre 1988) - 16 min
- I'm No Fool with Electricity (septembre 1988) - 16 min